# Allium dictuon
Allium dictuon — вид трав'янистих рослин родини амарилісові (Amaryllidaceae), ендемік штату Вашингтон (Блакитні гори), США.

## Опис
Цибулини зазвичай поодинокі, утворює кореневища; кореневищ 1–2, закінчуються 1–3 новими цибулинами, короткі, стрункі; материнська цибулина зникає в період цвітіння за винятком ще функціональних коренів і покривів цибулини, косо-яйцюваті, 1–1.5 × 0.9–1.5 см; зовнішні оболонки блідо-коричневі, помітно клітинно-сітчасті, перетинчасті; внутрішні оболонки білі. Листки стійкі, в'януть від верхівки в період цвітіння, 2–3, базально розлогі; листові пластини 10–28 см × 1–2 мм, краї цілі. Стеблина стійка, поодинока, прямостійна, 20–40 см × 1–3 мм. Зонтик стійкий, прямостійний, нещільний, 10–25-квітковий, півсферичний, цибулинки невідомі. Квіти дзвінчасті, 11–16 мм; листочки оцвітини прямостійні, від рожевих до рожево-пурпурних, ланцетні, нерівні, зовнішня чашечка довша й ширша, ніж внутрішня, стає жорсткою й кілюватою в плодах, краї тонко зубчасті (внутрішня чашечка більш помітна), верхівка гостра до вузько тупої. Пиляки жовті; пилок жовтий. Насіннєвий покрив блискучий. 2n = 14.
Цвітіння: червень — липень.

## Поширення
Ендемік штату Вашингтон (Блакитні гори), США.
Населяє кам'янистий, піщаний, базальтовий ґрунт; 1500 м; під охороною.